# Mohamed Raouraoua

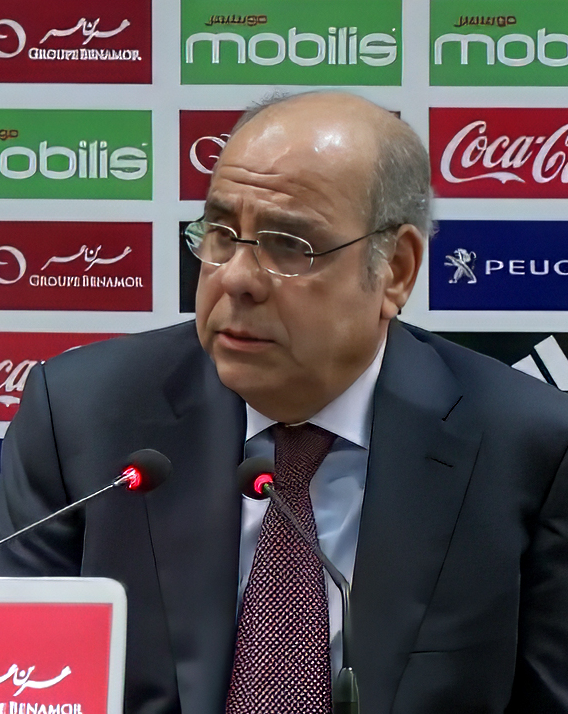
Mohamed Raouraoua, 2016

Mohamed Raouraoua (arabisch محمد روراوة, DMG Muḥammad Rawarāwa; * 12. September 1947 in Algerien) ist ein algerischer Fußballfunktionär.
Raouraour war von 2001 bis 2005 Präsident des algerischen Fußballverbandes. 2009 wurde er wiederum für vier Jahre in dieses Amt gewählt. Vom afrikanischen Fußballverband (CAF) wurde er 2011 in das FIFA-Exekutivkomitees gewählt, dem er bis Mai 2015 angehörte.
Im März 2017 schied er aus dem Exekutivkomitee des afrikanischen Fußballverbandes aus und kündigte zudem an, bei der Wahl zum Präsidenten des algerischen Fußballverbandes nicht mehr anzutreten.
Zu seinem Nachfolger wurde am 20. März 2017 Kheïreddine Zetchi gewählt.